# Iphiaulax occultator
Iphiaulax occultator är en stekelart som först beskrevs av Smith 1863.  Iphiaulax occultator ingår i släktet Iphiaulax och familjen bracksteklar. Inga underarter finns listade i Catalogue of Life.